# Unihertz
Unihertz，上海集赫电子商务有限公司是一家智能手机生产商，总部位于中国上海市。该公司主要生產搭載Android操作系统的移动设备，并通过Kickstarter募集研發資金。

## 歷史
Unihertz成立於2016年，并于2018年12月25日获得美国专利。 